# Carl Chun
Carl Chun (né le 1er octobre 1852 à Höchst (Francfort-sur-le-Main) et mort le 11 avril 1914 à Leipzig) est un biologiste et explorateur allemand. Il est notamment connu pour avoir été à la tête de l'expédition du Valdivia.

## Biographie
Carl Chun étudie la zoologie à l’université de Leipzig, enseigne à l'université de Königsberg et à l'université de Breslau avant d’obtenir un poste de professeur de biologie en 1892.

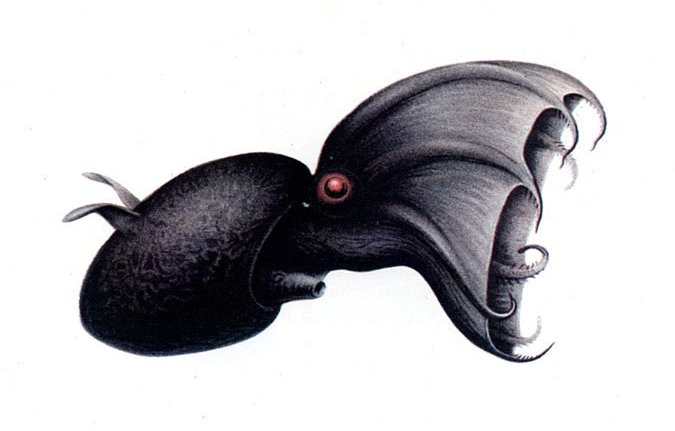
La sèche des grandes profondeurs Vampyroteuthis infernalis découverte par Chun.

À Brunswick, au mois de septembre 1897, il expose devant le Congrès des médecins et naturalistes allemands son projet de recherche internationale des fonds océaniques. Un vote favorable des participants lui octroie des fonds suffisants pour monter une expédition. L’empereur d’Allemagne lui-même, puis le Bundesrat et le Reichstag approuvent en janvier 1898 le budget du chercheur, promu la même année professeur de zoologie de l’université de Leipzig et élu à l'Académie des sciences de Saxe. En un temps record, le cargo postal Valdivia est réarmé pour en faire un vaisseau d'exploration océanographique et le 31 juillet, le navire descend l'Atlantique, double le Cap et rejoint l'Océan Indien. Le 16 décembre 1898, il jette l'ancre à l’Île Bouvet, puis aux îles Kerguelen, dernier archipel avant la Terre d'Enderby ; puis il remonte vers l'île de Sumatra. De là, le navire prend le chemin du retour, via Ceylan et les îles Seychelles puis la côte orientale de l'Afrique. La dernière des 268 plongées de l'expédition est effectuée au large du cap Guardafui. Enfin le 1 mai 1899, l’expédition retrouve sa base de départ à Hambourg.
Outre ses tâches académiques, Chun se consacra désormais intensément à l'édition des résultats de l'expédition du  Valdivia, rédigeant lui-même la partie consacrée aux Céphalopodes et au plancton. Parmi les 70 collaborateurs qu'il s'attacha pour la compilation et l'analyse des observations, on relève John Murray, l'organisateur de l'Expédition du Challenger. Le résultat est une somme de 95 contributions originales en 24 volumes, dont la publication s'étalera jusqu'en 1940, si bien que Chun ne verra pas l'achèvement de ce travail : souffrant d'une faiblesse cardiaque chronique, il meurt le 24 avril 1914.
Chun avait été élu en 1902-1903 président de la Société allemande de zoologie, et en 1905, membre correspondant de l'Académie bavaroise des sciences. L'année suivante, il fut président de la Société des médecins et naturalistes allemands et l'Académie allemande des sciences Leopoldina lui décerna en 1911 la médaille Cothenius. Le fonds scientifique légué par Carl Chun est partagé entre le Musée d'histoire naturelle de Berlin et le Muséum Senckenberg de Francfort.